# Johann Georg Klinger
Johann Georg Klinger (1764 – 1806) è stato un artigiano tedesco.
Costruttore di globi, fondò a Norimberga la ditta J-G Klinger's Kunsthandlung, che pubblicò fino alla fine del XIX secolo globi di vario tipo e in lingue diverse.